# Scampis
Scampis vagy Scampa ókori római település Illyricumban, a Via Egnatia egyik állomása. Helyén ma a közép-albániai Elbasan városa áll.

## Neve
A római korban a Via Egnatián épült állomáshely (mansio), később település (vicus) neve Scampis vagy Scampa volt, de egyes források a Hiscampis, Scampinus, Scampin(i), a Scampium és a késő ókor vonatkozásában az Escampenus alakokat is említik. A Scampa változatot előnyben részesítő Elsie szerint a Scampis (vagy görögösen Szkampeisz) a Shkumbin folyó korabeli latin neve volt. Ennek ellentmond, hogy a régészeti szakmunkák a folyót kizárólag Genusus, elvétve Hebrus néven említik, és éppen az ókori Scampis/Scampa településnévben látják a modern Shkumbin folyónév etimológiai forrását. Modern albán szövegekben az ókori település többnyire Skampë / Skampa, ritkábban Skampin / Skampini alakban jelenik meg; előbbi egyebek mellett a helyi Skampa Színház (Teatri Skampa) nevéből is visszaköszön. Egy 6. századi bizánci forrásban Szkeminitész alakban bukkant fel az I. Iusztinianosz által megerősíttetett város neve.

## Története

### Ókor
Az ókor időszámítás előtti évszázadaiban a későbbi Scampis vidéke, a Shkumbin (korabeli nevén Genuszosz) völgye az illírek közé tartozó dasszaréták és az északabbra élő parthinok közötti határt jelölte ki. Az i. e. 168. évi harmadik római–illír háborúval a Római Köztársaság leigázta az Illír Királyságot, és az újonnan meghódított területeken az i. e. 2. század második felében megindult az Adriai-tenger partvidékét Byzantiummal összekötő út, a Via Egnatia építése. A Dyrrhachiumból és Apollóniából kiinduló Via Egnatia első nagyobb települése a mai Ohridi-tó partján fekvő Lychnidus (ma Ohrid) volt; körülbelül félúton, a mai Elbasan helyén létesítettek egy mansiót, azaz kisebb állomáshelyet Scampis vagy Scampa néven. Hogy Scampis pontosan mikor épült, bizonytalan. Bár a történész Tajar Zavalani forrásjelölés nélkül Scampist a rómaiak legelső, i. e. 2. századi hat illíriai kolóniája között sorolta fel, ennek ellentmond, hogy az i. e. 1. században a Via Egnatiáról részletesen számot adó Sztrabón nem említett Scampis vagy Scampa nevű települést.
A régészeti ásatások alapján annyi bizonyosnak tűnik, hogy a mansio az i. sz. 1. században már letelepült népességgel rendelkezett, és közigazgatásilag Dyrrhachiumhoz tartozó vicus volt. A feltárások nyomán több 1. századi sírkő bukkant napvilágra, ezek némelyikére illír eredetű, romanizált neveket írtak (pl. Marcus Linius Plator, lásd Platór; Lupus Parthinus, lásd parthinok), illetve az elhunytakat hagyományos illír öltözékben ábrázolták. Ezek mellett előkerült egy veterán, Marcus Sabidius tiszteletére emelt márvány emlékmű, valamint egy helyi mesterember 2. századi kőfaragványa. Klaudiosz Ptolemaiosz földrajzi munkája alapján a 2. századra Scampis már bizonyosan fontos településsé nőtte ki magát, amelyet a 3. századi Itinerarium Antonini is feltüntetett. A városban a dyrrhachiumi származású Aemilia gens tagjai játszottak vezető szerepet. Scampis vonzerejét jelzi, hogy az egyik előkerült sírkő felirata alapján Dyrrhachium duumvirje, Quintus Mussius Clementus szolgálata leteltével a városban telepedett le.
A vicus fejlődése maga után vonta az igényt a nyílt völgysíkságon fekvő település megerősítésére, ahonnan egyúttal a Genusus (Shkumbin) és az Eordaicus (Devoll) völgyének ellenőrzésére is mód nyílt. A rómaiak ezért 320 körül, de mindenképpen a 4. században egy castrumot építettek Scampisban. A kifejezetten katonai céllal épült castrum egy egész légió állomásoztatására alkalmas volt, és eredetileg a polgári lakosság a castrumon kívülre szorult, de a 4–5. századok folyamán katonai és polgári lakosság egyre inkább a falakon belül keveredett. Ezt igazolják vissza a városnak a nyugati kapun kívül, a Via Egnatia kétoldalán elterülő temetőjének sírjai is. A várost a 4. századtól már olyan térképeken is ábrázolták, mint az Itinerarium Burdigalense (Scampis) és a Tabula Peutingeriana (Hiscampis).

### Középkor
A Római Birodalom összeomlását követően bizánci fennhatóság alá került Scampis feltehetőleg az 5. században püspöki székhely lett. A castrumtól nyugatra már a 4. században felépült a tepei bazilika, a város legkorábbi ismert ókeresztény temploma, amelyben a 6. században díszes padlómozaikot és püspöki trónust alakítottak ki. Ez azt sugallja, hogy a püspöki székhely fő templomáról lehetett szó. Valamelyest későbbi építésű a szintén díszes mozaikpadlóval rendelkező bezistani bazilika, amelyet a kutatók Scampis 6. századi Szent Péter-székesegyházával azonosítanak. A római castrumot I. Iusztinianosz bizánci császár idejében (ur. 527–565) megerősítették, A 6. századot követően azonban a már az 5. század óta meg-megismétlődő osztrogót, szláv és bolgár betörések következtében a település fokozatosan elnéptelenedett. Az elhagyott település helyén 1466-ban a terjeszkedő Oszmán Birodalom uralkodója, II. Mehmed építtetett fel egy erősséget, a modern Elbasan elődjét.

## Régészeti leírása
A szabályos négyzet alaprajzú ókori erőd falai egy-egy oldalon 300 méter hosszan húzódtak, s 10 hektáros területet vettek körbe. A falat 40-50 méterenként félkör alaprajzú tornyok tagolták, amelyek közül nyolc ma is látható teljes, 9 méteres magasságában: kettő a déli, hat pedig a nyugati városfalon. A Via Egnatia kelet–nyugati irányban szelte át a várost, ez meghatározta a tornyokkal védett városkapuk helyzetét is. Eredetileg széles árokkal, valamint egy keskenyebb védőfallal (proteichisma) vették körbe a városfalat. A városfalon belüli terület a modern korban sűrűn beépült, így régészeti feltárásokra egyedül a fallal kerített terület délnyugati sarkában került sor. Itt tárták fel egy ókeresztény bazilika alapjait, de ennél jelentősebbek a déli falon kívül, az Aqif Pasha park területén 2008-ban előkerült 5–6. századi bazilika romjai. A mívesen kidolgozott márvány- és kőfaragványok mellett figyelemre méltóak az innen előkerült ornamentális falfestés maradványai.
Egy harmadik ókeresztény bazilikát tártak fel a közeli Tepe-dombon (é. sz. 41° 06′ 52″, k. h. 20° 04′ 18″41.114444°N 20.071667°E), amelynek geometriai mintákat ábrázoló mozaikpadlózatát látogathatóvá tették. Ez eredetileg egy fő- és két mellékhajós, apszisos szentélyzáródású bazilika volt, amelybe a főhajóra merőleges tengelyű narthexen keresztül lehetett belépni. Egy későbbi építkezési szakaszban egy kisebb temetőkápolnát építettek az északi mellékhajó szentély felőli végéhez, egyebek mellett itt tárták fel Scampis egyik püspöke, Sztephanosz végső nyughelyét is. A 6. században egy nagyobb exonarthexet toldottak a narthexhez, ahonnan több kőszarkofág, míg a mellékhajókból téglasírok kerültek elő. Dacára a püspöki sírhelynek és a pápai követek 519-es látogatását megörökítő korabeli dokumentumnak, amely a városfalakon kívüli bizonyos Szent Péter-bazilikára utal, a tepei bazilikát mind a mai napig nem sikerült a scampisi püspökség főtemplomaként azonosítani.
Ugyancsak a közelben, Topcia közelében állnak az egykor a Via Egnatia részeként a rómaiak által épített völgyhíd maradványai (é. sz. 41° 05′ 11″, k. h. 20° 03′ 57″41.086389°N 20.065833°E). A hídtestet eredetileg öt pillér tartotta, amelyet az ókor kései századaiban, a Shkumbin medervándorlásával összefüggésben, tíz további pillérrel meghosszabbítottak. Az eredeti, helyenként hellenisztikus faragványokkal díszített pillérek maradványai ma is láthatóak.
Elbasan közelében találhatóak a Via Egnatia egy másik állomása, Ad Quintum fürdőházának romjai.